# Гідфалеу (комуна)
Гідфалеу (рум. Ghidfalău) — комуна у повіті Ковасна в Румунії. До складу комуни входять такі села (дані про населення за 2002 рік):
- Ангелуш (692 особи)
- Гідфалеу (1129 осіб) — адміністративний центр комуни
- Золтан (429 осіб)
- Фотош (364 особи)

Комуна розташована на відстані 164 км на північ від Бухареста, 6 км на північний схід від Сфинту-Георге, 32 км на північний схід від Брашова.

## Населення
За даними перепису населення 2002 року у комуні проживали 2614 осіб.
Національний склад населення комуни:
| Національність | Кількість осіб | Відсоток |
| -------------- | -------------- | -------- |
| угорці         | 2546           | 97,4%    |
| румуни         | 43             | 1,6%     |
| цигани         | 24             | 0,9%     |
| німці          | 1              | < 0,1%   |

Рідною мовою назвали:
| Мова       | Кількість осіб | Відсоток |
| ---------- | -------------- | -------- |
| угорська   | 2572           | 98,4%    |
| румунська  | 40             | 1,5%     |
| українська | 1              | < 0,1%   |
| німецька   | 1              | < 0,1%   |

Склад населення комуни за віросповіданням:
| Релігія        | Кількість осіб | Відсоток |
| -------------- | -------------- | -------- |
| реформати      | 2286           | 87,5%    |
| римо-католики  | 251            | 9,6%     |
| православні    | 43             | 1,6%     |
| унітарії       | 16             | 0,6%     |
| не релігійні   | 10             | 0,4%     |
| греко-католики | 3              | 0,1%     |
| адвентисти     | 1              | < 0,1%   |
| лютерани       | 1              | < 0,1%   |